# Człowiek bez właściwości
Człowiek bez właściwości (niem. Der Mann ohne Eigenschaften) – powieść awangardowa Roberta Musila pisana w latach 1921-1942.
Książka przez niektórych krytyków uważana jest za powieść z kluczem.

## Fabuła
Akcja powieści rozgrywa się w Monarchii Austro-Węgierskiej kryjącej się pod nazwą "Cekania" (od przymiotnika cesarsko-królewski), w przededniu I wojny światowej. Ulrich, główny bohater i tytułowy "człowiek bez właściwości", poprzez koneksje rodzinne zostaje sekretarzem "Akcji Równoległej", ruchu mającego skupić wokół jednej idei Cekańczyków i tym samym uczcić obchody 70-lecia wstąpienia na tron Franciszka Józefa. Oszczędna akcja książki toczy się wokół komicznych prób znalezienia owej jednoczącej idei. Jednak sam ciąg wydarzeń nie jest najważniejszy. Powieść składa się z przeplatających się esejów, rozpraw naukowych i tekstów filozoficznych, koncentrujących się na problemach moralności, samoistności współczesnego człowieka, jego właściwościach, czy też ich braku oraz na "duchu" Europy.